# Агне Сімонссон
Агне Сімонссон (швед. Agne Simonsson, 19 жовтня 1935, Гетеборг — 22 вересня 2020) — шведський футболіст, що грав на позиції нападника. По завершенні ігрової кар'єри — тренер. Найкращий шведський футболіст 1959 року.

## Клубна кар'єра
У дорослому футболі дебютував 1953 року виступами за команду клубу «Ергрюте», в якій провів сім сезонів.
Своєю грою за цю команду привернув увагу представників тренерського штабу клубу «Реал Мадрид», до складу якого приєднався 1960 року. Стати основним гравцем королівського клубу шведському нападнику не вдалося і, провівши за «вершкових» лише три гри, 1961 року Сімонссон перейшов до іншого іспанського клубу, «Реал Сосьєдад».
1963 року грвець повернувся на батьківщину, знову ставши нападником «Ергрюте», за який відіграв ще 8 сезонів. У шведській першості знову став регулярно забивати, в середньому 0,67 рази за кожен матч чемпіонату. Завершив професійну кар'єру футболіста виступами за команду «Ергрюте» у 1970 році.

## Виступи за збірну
1957 року дебютував в офіційних матчах у складі національної збірної Швеції. Протягом кар'єри у національній команді, яка тривала 11 років, провів у формі головної команди країни 51 матч, забивши 28 голів.
У складі збірної був учасником домашнього для шведів чемпіонату світу 1958 року, на якому вони здобули срібні медалі. В рамках фінальної частини світової першості Сімонссон забив 4 м'ячі, включаючи один гол у фінальному матчі, програному шведами збірній Бразилії з рахунком 2:5.

## Кар'єра тренера
Розпочав тренерську кар'єру невдовзі по завершенні кар'єри гравця, 1971 року, очоливши тренерський штаб клубу «Ергрюте».
В подальшому очолював команди «Геккена» (1977—1982) та знову «Ергрюте» (1983—1986).
Останнім місцем тренерської роботи був грецький клуб «Іракліс», команду якого Агне Сімонссон очолював як головний тренер до 1990 року.

## Досягнення
- Срібний призер чемпіонату світу: 1958
- Найкращий шведський футболіст року: 1959